# Oldhamit
Oldhamit (gesprochen: [əʊldə'mɪt;]) ist ein selten vorkommendes Mineral aus der Mineralklasse der „Sulfide und Sulfosalze“ mit der idealisierten chemischen Zusammensetzung CaS und ist damit chemisch gesehen Calciumsulfid. Da ein geringer Anteil des Calciums gelegentlich durch Magnesium ersetzt (substituiert) sein kann, wird die Formel in einigen Quellen auch mit (Ca,Mg)S angegeben.
Oldhamit kristallisiert im kubischen Kristallsystem, entwickelt jedoch nur selten sichtbare Kristallformen, die bis etwa drei Millimeter groß sein können. Bisher fand sich das Mineral fast ausschließlich in Meteoriten, wo es in Form körniger bis massiger Mineral-Aggregate und feiner Äderchen auftrat. Oldhamit ist durchsichtig bis durchscheinend und von hellbrauner bis kastanienbrauner Farbe. Frische Proben weisen einen blendeartigen, metallischen Glanz auf, allerdings laufen die Oberflächen an feuchter Luft schnell an.
Mit einer Mohshärte von 4 gehört Oldhamit zu den mittelharten Mineralen und lässt sich wie das Referenzmineral Fluorit leicht mit einem Taschenmesser ritzen.

## Etymologie und Geschichte

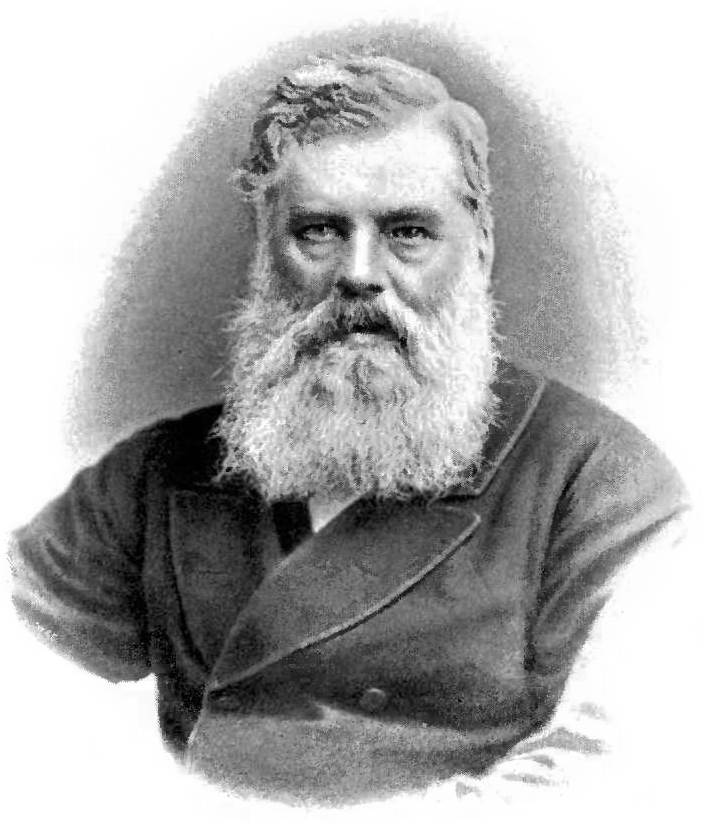
Thomas Oldham

Erstmals entdeckt wurde Oldhamit im Meteoriten Bustee, der im Distrikt Basti des indischen Bundesstaats Uttar Pradesh niederging. Die Erstbeschreibung des Minerals erfolgte 1862 durch Nevil Story Maskelyne (1823–1911), der es nach dem irischen Geologen Thomas Oldham (1816–1878) benannte.
Typmaterial des Minerals wird unter anderem im Natural History Museum von London in England aufbewahrt (Katalog-Nr. 32100).

## Klassifikation
In der veralteten 8. Auflage der Mineralsystematik nach Strunz gehörte der Oldhamit zur Mineralklasse der „Sulfide und Sulfosalze“ und dort zur Abteilung „Sulfide mit M : S = 1 : 1“, wo er gemeinsam mit Alabandin, Altait, Clausthalit, Galenit und Niningerit in der „Galenit-Reihe“ mit der Systemnummer II/B.11 steht.
In der zuletzt 2018 überarbeiteten Lapis-Systematik nach Stefan Weiß, die formal auf der alten Systematik von Karl Hugo Strunz in der 8. Auflage basiert, erhielt das Mineral die System- und Mineralnummer II/C.15-020. Dies entspricht der Klasse der „Sulfide und Sulfosalze“ und dort der Abteilung „Sulfide mit dem Stoffmengenverhältnis Metall : S,Se,Te ≈ 1 : 1“, wo Oldhamit zusammen mit Alabandin, Altait, Clausthalit, Crerarit, Galenit, Keilit und Niningerit eine unbenannte Gruppe mit der Systemnummer II/C.15 bildet.
Die von der International Mineralogical Association (IMA) zuletzt 2009 aktualisierte 9. Auflage der Strunz’schen Mineralsystematik ordnet den Oldhamit in die Klasse der „Sulfide und Sulfosalze (Sulfide, Selenide, Telluride, Arsenide, Antimonide, Bismutide, Sulfarsenide, Sulfantimonide, Sulfbismutide)“ und dort in die Abteilung „Metallsulfide, M : S = 1 : 1 (und ähnliche)“ ein. Hier ist das Mineral in der Unterabteilung „mit Zinn (Sn), Blei (Pb), Quecksilber (Hg) usw.“ zu finden, wo es zusammen mit Alabandin, Altait, Clausthalit, Galenit, Keilit und Niningerit die „Galenitgruppe“ mit der Systemnummer 2.CD.10 bildet.
In der vorwiegend im englischen Sprachraum gebräuchlichen Systematik der Minerale nach Dana hat Oldhamit die System- und Mineralnummer 02.08.01.05. Das entspricht der Klasse der „Sulfide und Sulfosalze“ und dort der Abteilung „Sulfidminerale“. Hier findet er sich innerhalb der Unterabteilung „Sulfide – einschließlich Seleniden und Telluriden – mit der Zusammensetzung AmBnXp, mit (m+n):p=1:1“ in der „Galenit-Gruppe (isometrisch: Fm3m)“, in der auch Galenit, Clausthalit, Altait, Alabandin, Niningerit, Borovskit, Crerarit und Keilit eingeordnet sind.

## Kristallstruktur
Oldhamit kristallisiert kubisch in der Raumgruppe Fm3m (Raumgruppen-Nr. 225) mit dem Gitterparameter a = 5,69 Å sowie vier Formeleinheiten pro Elementarzelle.

## Bildung und Fundorte
Oldhamit bildet sich aufgrund seines hohen Schmelzpunktes von 2450 °C als frühes Kondensat in kosmischen Nebeln, wo er sich möglicherweise in den Zwischenräumen von später gebildeten Enstatit-Chondriten und -Achondriten absetzt. Neben Enstatit können als Begleitminerale unter anderem noch Augit, Calcit, Gips, Niningerit, Osbornit und Troilit auftreten.
Als seltene Mineralbildung konnte Oldhamit nur an wenigen Fundorten nachgewiesen werden, wobei bisher (Stand 2014) rund 40 Fundorte bekannt sind. Seine Typlokalität, der Bustee-Meteorit, ist dabei der bisher einzige bekannte Fundort in Indien.
In Deutschland fand man Oldhamit im zweiten Fragment des Neuschwanstein-Meteoriten, aber auch in der Absetzerhalde Lichtenberg der Uran-Lagerstätte Ronneburg.
Des Weiteren kennt man das Mineral aus verschiedenen Stein- und Eisenmeteoriten, die in der Antarktis, Aserbaidschan, China, Estland, Finnland, Frankreich, im Jemen, in Kanada, Malawi, Marokko, Neuseeland, Nigeria, Pakistan, Polen, Russland, der Sahara, in Südafrika, im Sudan und in den Vereinigten Staaten von Amerika (USA) gefunden wurden.
Oldhamit kann aber auch anthropogen bei einigen Verhüttungsprozessen entstehen.